# Charles River

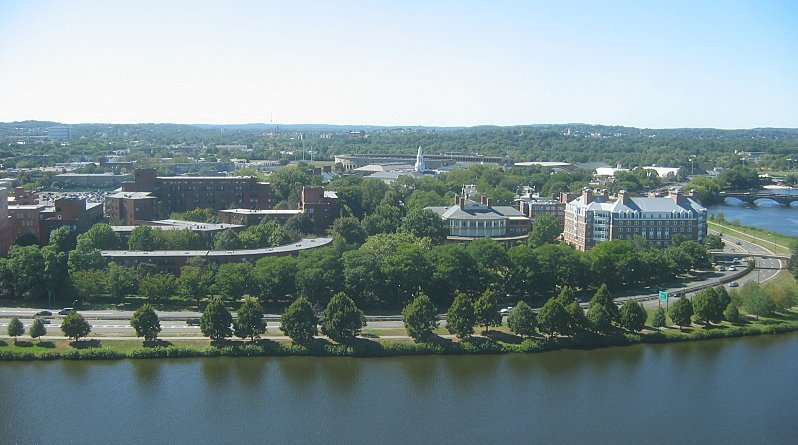
Harvard Business School i västra Boston, med Charles River i förgrunden.

Charles River (även River Charles eller bara Charles) är ett cirka 129 km långt vattendrag i Massachusetts i nordöstra USA. Charles River rinner bland annat genom Boston.